# 比尔·麦吉尔
比爾·麦吉爾 （英語：Bill McGill，1939年9月16日—2014年7月11日），美國籃球運動員。他在1962年NBA選秀中第1輪第1順位被芝加哥西風選中，現已退休。他與Eric Brach的事蹟被寫成一本書 "Bill, 'The Hill,' and the Jump Hook,"

## 大學時期
麦吉爾在1961-62賽季以26場比賽，共得1,009分（平均38.8分）奪得當季得分王。2008年，他被獲選入猶他大學世紀隊伍。

## 職業生涯
生涯在NBA打3個球季（1962–65），而後又在ABA打了兩個球季（1968–70），生涯總得分為 3,094分。

## 往後生涯
他的籃球生涯並未為他帶來任何財富，他負債累累且露宿街頭。一直到體育記者Brad Pye Jr.安排他在休斯飛機公司工作才結束他的露宿者生活，而他工作到1995年退休。

## 逝世
他在2014年7月11日自然逝世。

## 資料來源
1. ↑  .   [2014-03-19]. （原始内容存档于2014-07-14）.
2. ↑  .   [2014-07-12]. （原始内容存档于2013-12-17）.
3. ↑  Crowe, Jerry; Los Angeles Times After basketball, McGill’s hills became mountains, February 21, 2011; page C2. （页面存档备份，存于）
4. ↑  http://www.sltrib.com. . The Salt Lake Tribune.   [2014-07-12]. （原始内容存档于2014-07-14）.

## 外部連結
- 生涯數據（页面存档备份，存于）
- Furlong, William Barry. "Not Mixin' Or Manglin'," 運動畫刊, 1962年11月26號Archive.today的存檔，存档日期2013-01-02